# Operação Clausewitz
A Operação Clausewitz (em alemão:  Fall Clausewitz) foi a palavra de código que deu início à defesa de Berlim pela Alemanha Nazista durante a fase final do Teatro Europeu da Segunda Guerra Mundial. Clausewitz foi estabelecido no documento de 9 de março de 1945, Ordem Básica para os Preparativos para a Defesa da Capital do Reich (em alemão:  Grundsätzlicher Befehl für die Vorbereitungen zur Verteidigung der Reichshauptstadt), um documento de 33 páginas contendo 24 pontos separados. O segundo ponto do documento, na íntegra (traduzido) é: "A capital do Reich será defendida até o último homem e até a última bala". Foi referido como a última posição dos nazistas contra os soviéticos.
O documento dividia a cidade de Berlim em nove zonas de defesa operacional (A a H, como fatias da periferia da cidade de Berlim e Z, seu centro, correspondente ao distrito governamental).:87 Dividiu ainda a região em quatro anéis concêntricos: uma zona de exclusão externa, estendendo-se bem além dos limites da cidade de Berlim; uma zona de defesa externa que se estende aproximadamente até os limites da cidade; uma zona de defesa interna que se estende até o Berlin Ringbahn; e a Cidadela (em alemão:  Zitadelle), novamente, zona Z.:87 Além do estabelecimento de zonas de defesa, este documento também descrevia o mecanismo geral pelo qual Berlim seria convertida em uma cidade de linha de frente. Isso incluiu:
- A evacuação de todos os escritórios da Wehrmacht e SS em Berlim[5]
- Evacuação do posto de comando central da capital do Comando Geral em Hohenzollern para a L-Tower do bunker do zoológico não mais de seis horas após a emissão de Clausewitz[4]
- A imposição da lei marcial para a população civil e os crimes sob os quais a pena de morte foi autorizada.[4]

O documento também delineou a destruição de milhares de documentos considerados "essenciais" para a máquina de guerra nazista, incluindo documentos relativos à logística e instalações militares e civis, pesquisas médicas e outras pesquisas tecnológicas.
Adolf Hitler ordenou a execução de Fall Clausewitz em 20 de abril de 1945. Isso colocou em ação a preparação de acordo com o plano da Ordem Básica, e teria sido seguido mais tarde pela palavra de código Kolberg, o que significa que a preparação completa deveria ter sido concluída e a batalha teria começado.